# Sierra Village (California)
Sierra Village es un lugar designado por el censo ubicado en el condado de Tuolumne en el estado estadounidense de California. En el año 2010 tenía una población de 456 habitantes.

## Geografía
Sierra Village se encuentra ubicado en las coordenadas 38°4′32.26″N 120°9′33.67″O / 38.0756278, -120.1593528.